# 福建临时政治会议
福建临时政治会议是中华民国福建省历史上短暂存在的最高权力机关。
民国十六年（1927年）1月3日，福建临时政治会议在福州成立，作为福建省的最高权力机关，军、民、财三政均由其决议实行。国民革命军总司令蒋介石兼任主席，何应钦代理主席，方声涛、黄展云、丁超五、何玉书、陈季良、江董琴、戴任、谭曙卿、王允恭、张贞等为委员，张志韩为秘书长。虽有中国共产党党员和国民党左派参加，但实权掌握在以何應欽为首的国民党右派手中。1月28日，国民革命军东路军总指挥何应钦离闽入浙，蒋介石任命国民革命军新编第一军军长兼东路军后方代总指挥谭曙卿驻闽，掌握福建军权；何应钦委任方声涛为福建临时政治会议代理主席，任命国民革命军独立第四师师长张贞为福州留守司令。4月2日，福建临时政治会议议决，发行短期金库券200万元，以全省税收作担保，承诺于次年4月还清。4月4日，蒋介石决定将福建临时政治会议改组为临时政权机关，原本负责行政事务的福建政务委员会则改为议事机关。四一二事件后，福建临时政治会议的权力完全落入国民党右派手中。7月1日，福建临时政治会议停止存在。前后共举行34次会议。